# Centre Georges-Vézina
Centre Georges-Vézina, predhodno Colisée de Chicoutimi, je hokejska dvorana v Chicoutimiju, Quebec. Zgrajena je bila leta 1949. Trenutno je domača dvorana QMJHL moštva Chicoutimi Saguenéens. Dvorana je imenovana v čast vratarja NHA in NHL moštva Montreal Canadiens in domačina iz Chicoutimija Georgesa Vézinaja. Dvorana premore ledeno ploskev olimpijskih standardov v velikosti 61 m x 30,5 m. 

## Galerija
- Domača tekma moštva Chicoutimi Saguenéens
- Notranjost dvorane